# Municipio de Synnes
El municipio de Synnes (en inglés: Synnes Township) es un municipio ubicado en el condado de Stevens en el estado estadounidense de Minnesota. En el año 2010 tenía una población de 118 habitantes y una densidad poblacional de 1,27 personas por km².

## Geografía
El municipio de Synnes se encuentra ubicado en las coordenadas 45°27′20″N 96°2′44″O / 45.45556, -96.04556. Según la Oficina del Censo de los Estados Unidos, el municipio tiene una superficie total de 92.91 km², de la cual 92,25 km² corresponden a tierra firme y (0,71 %) 0,66 km² es agua.

## Demografía
Según el censo de 2010, había 118 personas residiendo en el municipio de Synnes. La densidad de población era de 1,27 hab./km². De los 118 habitantes, el municipio de Synnes estaba compuesto por el 98,31 % blancos, el 0,85 % eran de otras razas y el 0,85 % eran de una mezcla de razas. Del total de la población el 24,58 % eran hispanos o latinos de cualquier raza.